# Thanatus indicus
Thanatus indicus là một loài nhện trong họ Philodromidae.
Loài này thuộc chi Thanatus. Thanatus indicus được Eugène Simon miêu tả năm 1885.